# Oehlsbach
Der Oehlsbach, in der Gewässerstationierung Isbach, ist ein kleiner Bach, der auf etwa 345 m ü. NHN Höhe im Giebelwald auf der rheinland-pfälzischen Südseite (Landkreis Altenkirchen) entspringt. Er wird auch Mudersbach oder Seifen genannt und mündet nach nur 1,4 km Fließlänge auf etwa 220 m ü. NHN in Mudersbach in die Sieg.
Die benachbarten Nebenflüsse der Sieg sind der Vollmersbach im Westen und der Gosenbach im Osten.